# Secteur fortifié de Faulquemont

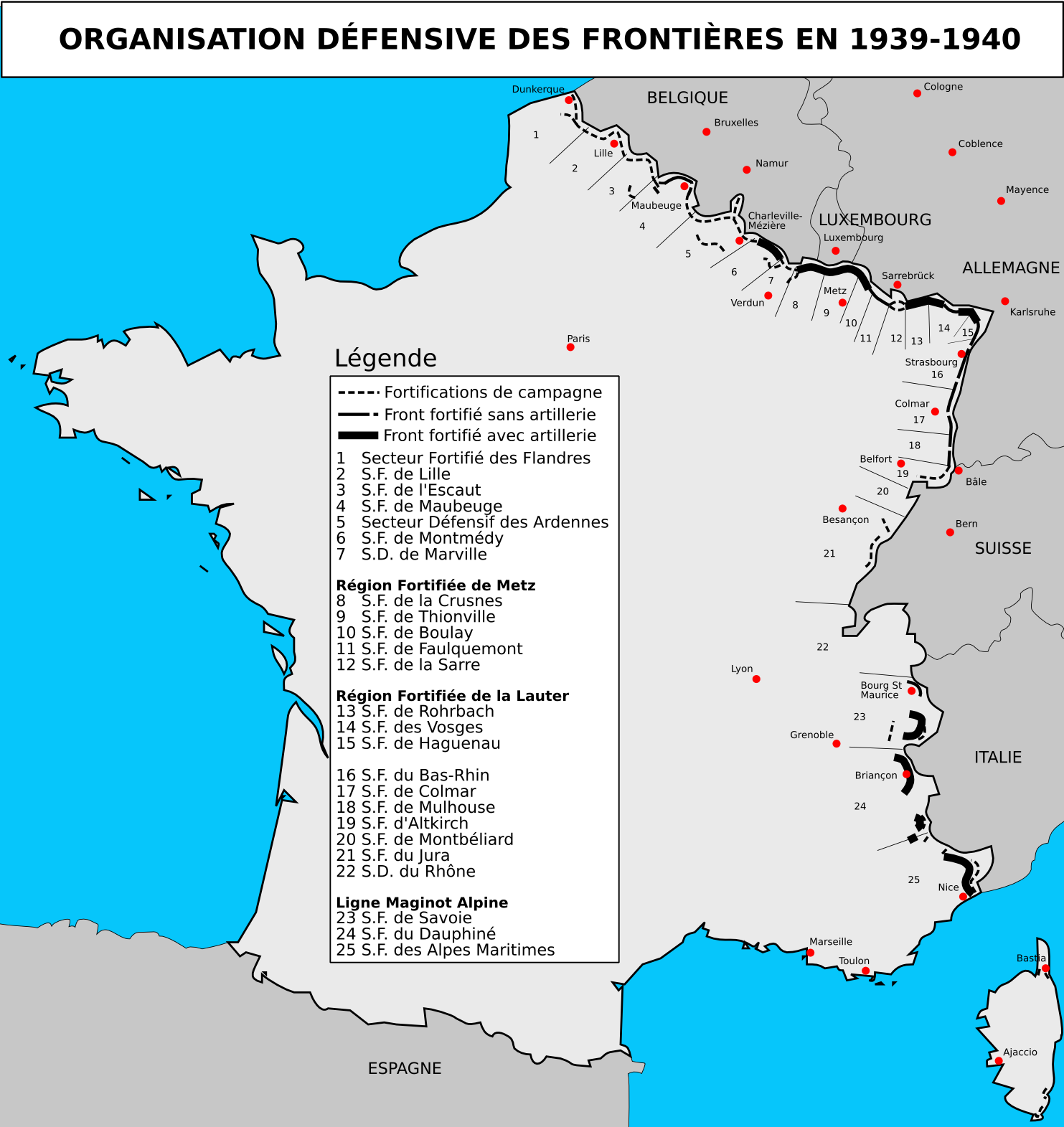
Carte de l'organisation en secteurs de la ligne Maginot.

Le secteur fortifié de Faulquemont est une partie de la ligne Maginot, situé entre le secteur fortifié de Boulay à l'ouest et le secteur fortifié de la Sarre à l'est.
Il forme une ligne le long de la frontière franco-allemande, au nord-est de la ville de Faulquemont, de Niedervisse à Teting-sur-Nied (dans la Moselle). Les fortifications du secteur sont plutôt solides, mais elles sont dépourvues d'ouvrage d'artillerie pour des raisons budgétaires.
Pour un article plus général, voir Ligne Maginot.

## Organisation et unités

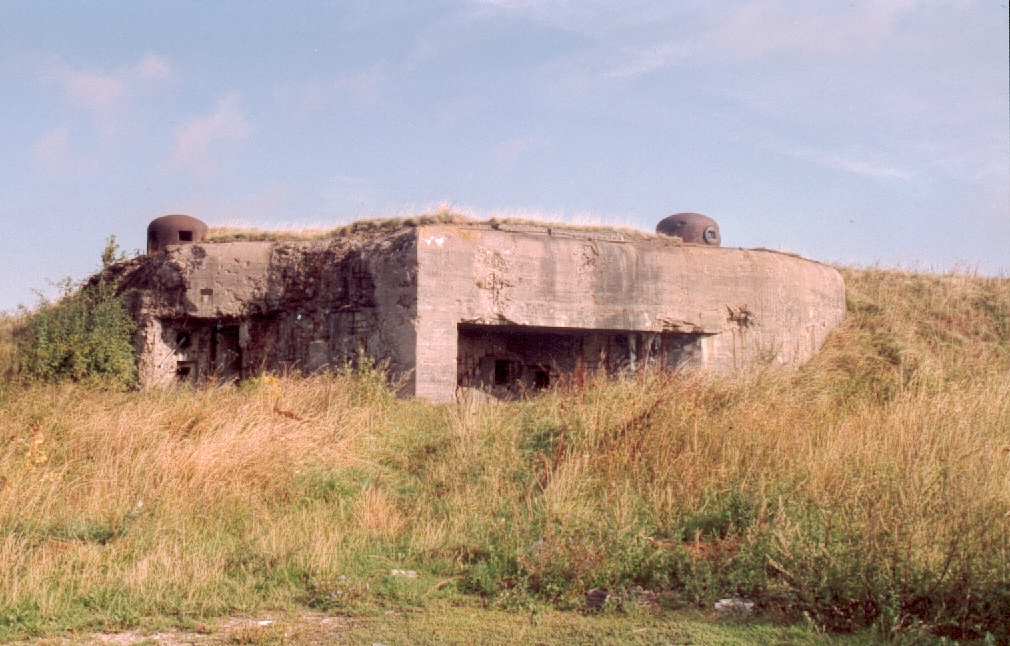
Casemate de Quatre-Vents Sud, en 1993.

D'abord sous commandement de la 6e région militaire (QG à Metz) jusqu'à la déclaration de guerre, le secteur passe alors sous commandement de la 3e armée, puis dès le 25 septembre 1939 à la 4e armée (sauf le sous-secteur de Narbéfontaine qui reste à la 3e armée et passe au SF de Boulay). Les sous-secteurs de Lixing et de Leyviller sont intégrés à partir du 15 mars 1940.
La grande unité de renforcement est, au 10 mai 1940, le 9e corps d'armée, composé de la 47e division d'infanterie (de réserve, série A) et de la 11e division d'infanterie. Ces divisions seront progressivement retirées du front et envoyées vers Reims, pour y arrêter les Allemands.
En septembre 1939, le secteur est divisé en trois sous-secteurs fortifiés :
- sous-secteur de Narbéfontaine, confié au 160e régiment d'infanterie de forteresse ;
- sous-secteur de Steinbesch (dit aussi de Zimming), confié au 156e régiment d'infanterie de forteresse ;
- sous-secteur du Bois-des-Chênes, confié au 146e régiment d'infanterie de forteresse.

Le sous-secteur de Narbéfontaine passe le 25 septembre 1939 sous le contrôle du secteur fortifié de Boulay.
À partir du 15 mars 1940, le secteur prend en sus le commandement de deux sous-secteurs issus du secteur fortifié de la Sarre :
- sous-secteur de Lixing, 69e régiment de mitrailleurs d'infanterie de forteresse ;
- sous-secteur de Leyviller, 82e régiment de mitrailleurs d'infanterie de forteresse.

L'artillerie du secteur est composée des :
- 163e régiment d'artillerie de position (trois groupes de position avec trente-huit canons de 75 mm modèle 1897, douze 155 mm C 1915 Saint-Chamond, seize 155 mm L 1877 de Bange, douze 155 mm L 1916 Saint-Chamond et quatre 155 mm L 1918 Schneider[2]) ;
- 39e régiment d'artillerie mobile de forteresse (trois groupes tractés armés avec vingt-quatre canons de 75 mm 1897/1933 TTT et douze 155 mm C 1917 Schneider TTT[3]).

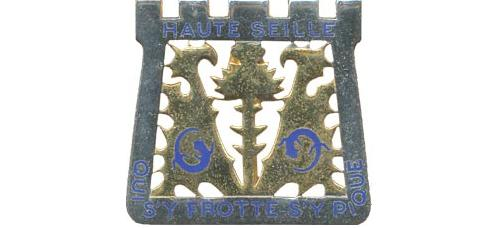
Insigne du 69e RIF.
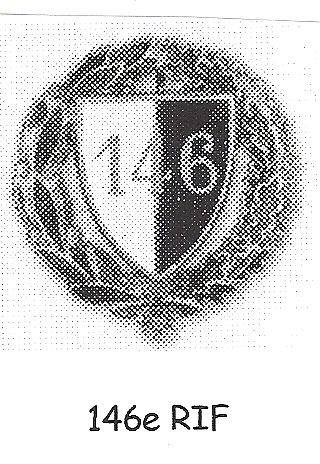
Insigne du 146e RIF.
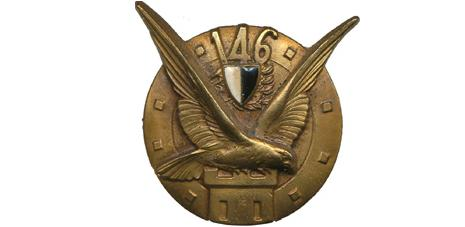
Insigne du 146e RIF (1938).
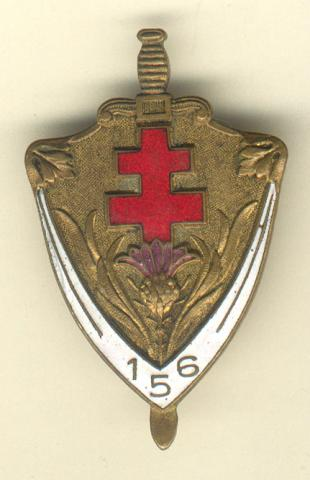
Insigne du 156e RIF.
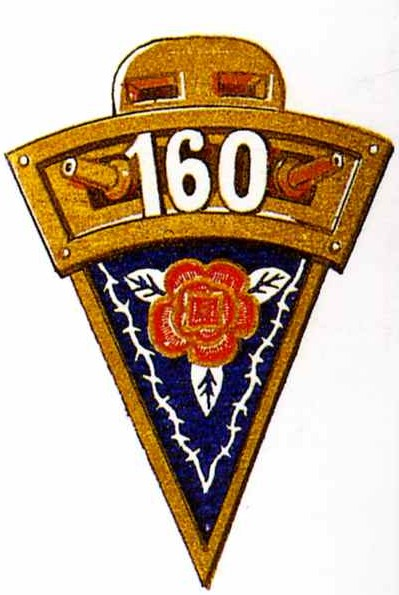
Insigne du 160e RIF.

## Liste des composants

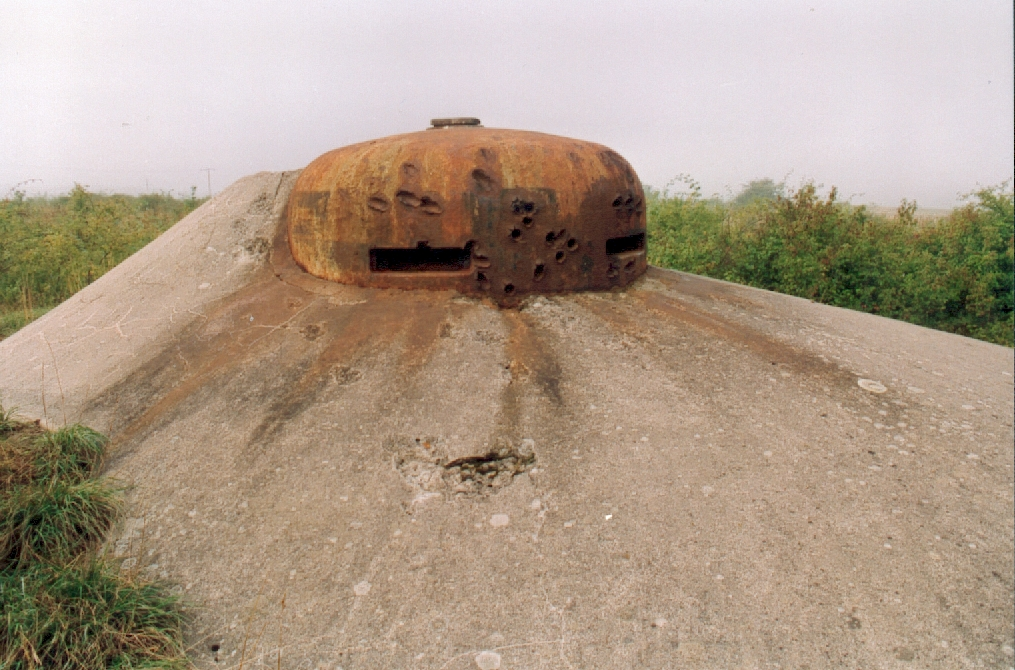
Cloche VDP du Laudrefang (bloc 5), en 1992.

Dernier secteur à l’est de la région fortifiée de Metz, le secteur de Faulquemont est un secteur relativement faible puisqu'il ne compte que cinq ouvrages d'infanterie, huit casemates d'infanterie, trois casemates complémentaires d'artillerie, auxquels se rajoutent 33 blockhaus MOM et 34 tourelles STG. Construit à l'ouest de la principale partie du bassin houiller lorrain (Freyming-Merlebach, Stiring-Wendel, Creutzwald, Saint-Avold et Forbach) qu'il ne protégeait donc pas, ce secteur d'une quinzaine de kilomètres assure la jonction entre le secteur de Boulay et la trouée de la Sarre.
Tous les ouvrages du secteur de Faulquemont sont dépourvus de blocs d'artillerie et les intervalles d'abris CORF. En effet, étant donné l'incertitude due au statut provisoire de la Sarre et surtout la faiblesse des budgets, l’installation de canons et la construction des abris furent reportées en deuxième cycle.
Entre le secteur fortifié de Faulquemont et la frontière franco-allemande, ont été construits de petits blockhaus servant d'avant-postes (« maisons-fortes ») tels celui de Carling (détruit), celui du Moulin d'Ambach sur la D72 (entre Saint-Avold et Porcelette), de la D26 (rue de Diesen à Porcelette, face au Grünhof) (détruit), de la D633 (entre Saint-Avold et Carling), celui du Moulin-Neuf sur la D603 (entre Saint-Avold et Moulin-Neuf) et celui du Petit-Ebersviller sur la D20. Ils doivent être occupés par les détachements d'action retardatrice (DAR), qui ont pour mission de freiner l'adversaire avant qu'il arrive sur la « ligne principale de résistance », mais aussi de permettre dans ce cas de récupérer les petites unités de gardes frontaliers et de la garde républicaine mobile chargées de donner l'alerte.

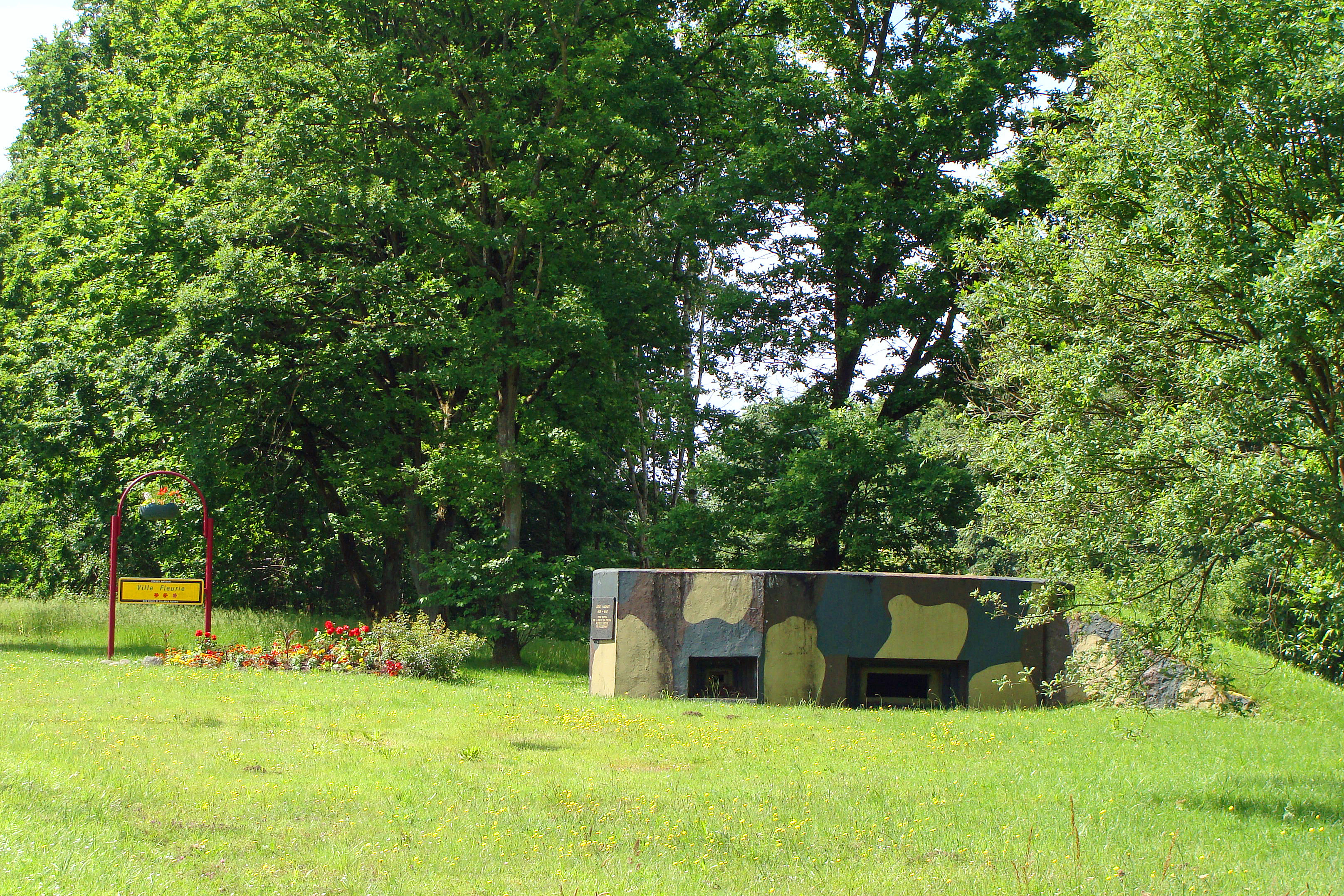
Blockhaus proche de la D633 (entre Saint-Avold et Carling).
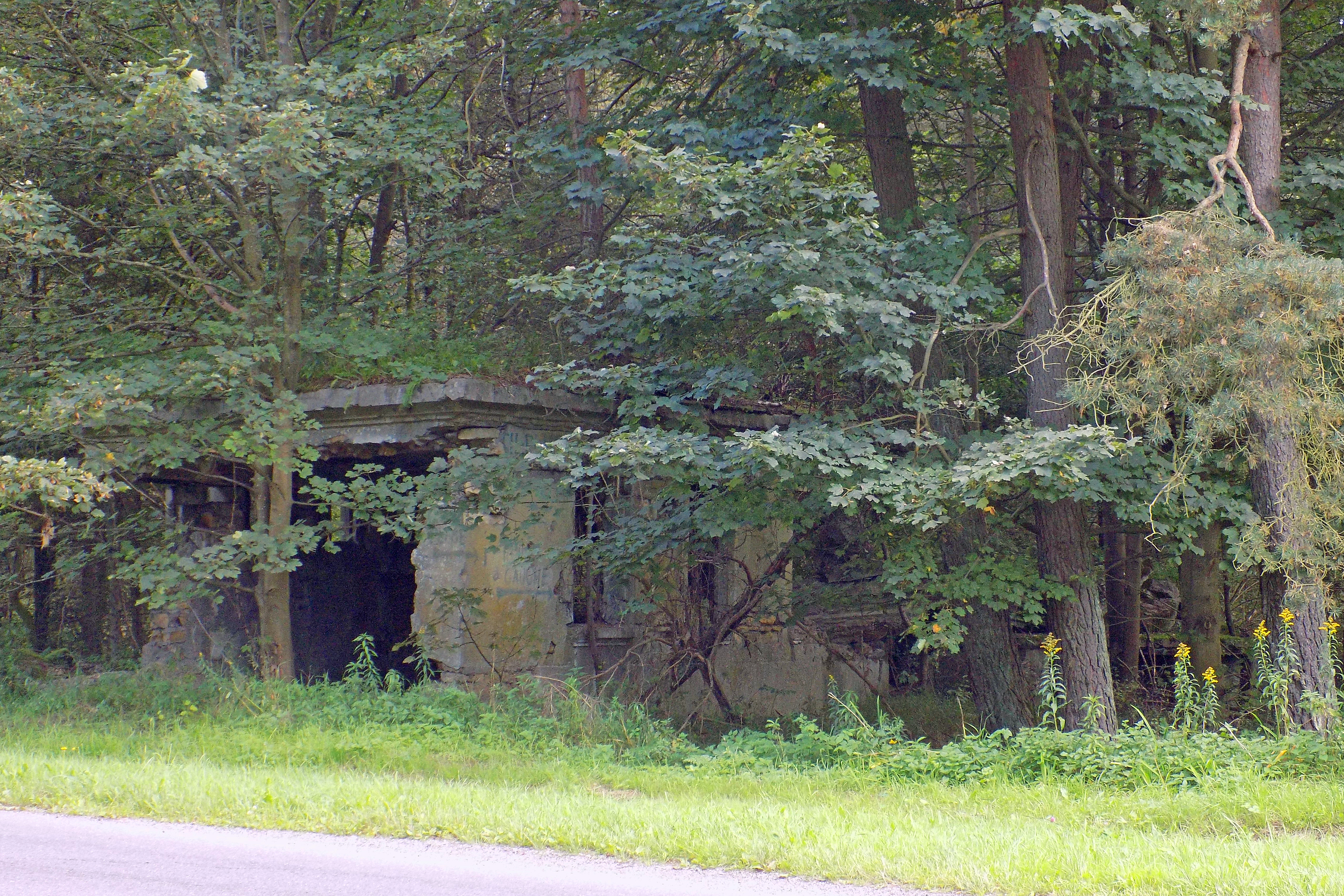
Maison-forte proche de la D27 (entre Saint-Avold et Porcelette) et du moulin d'Ambach.
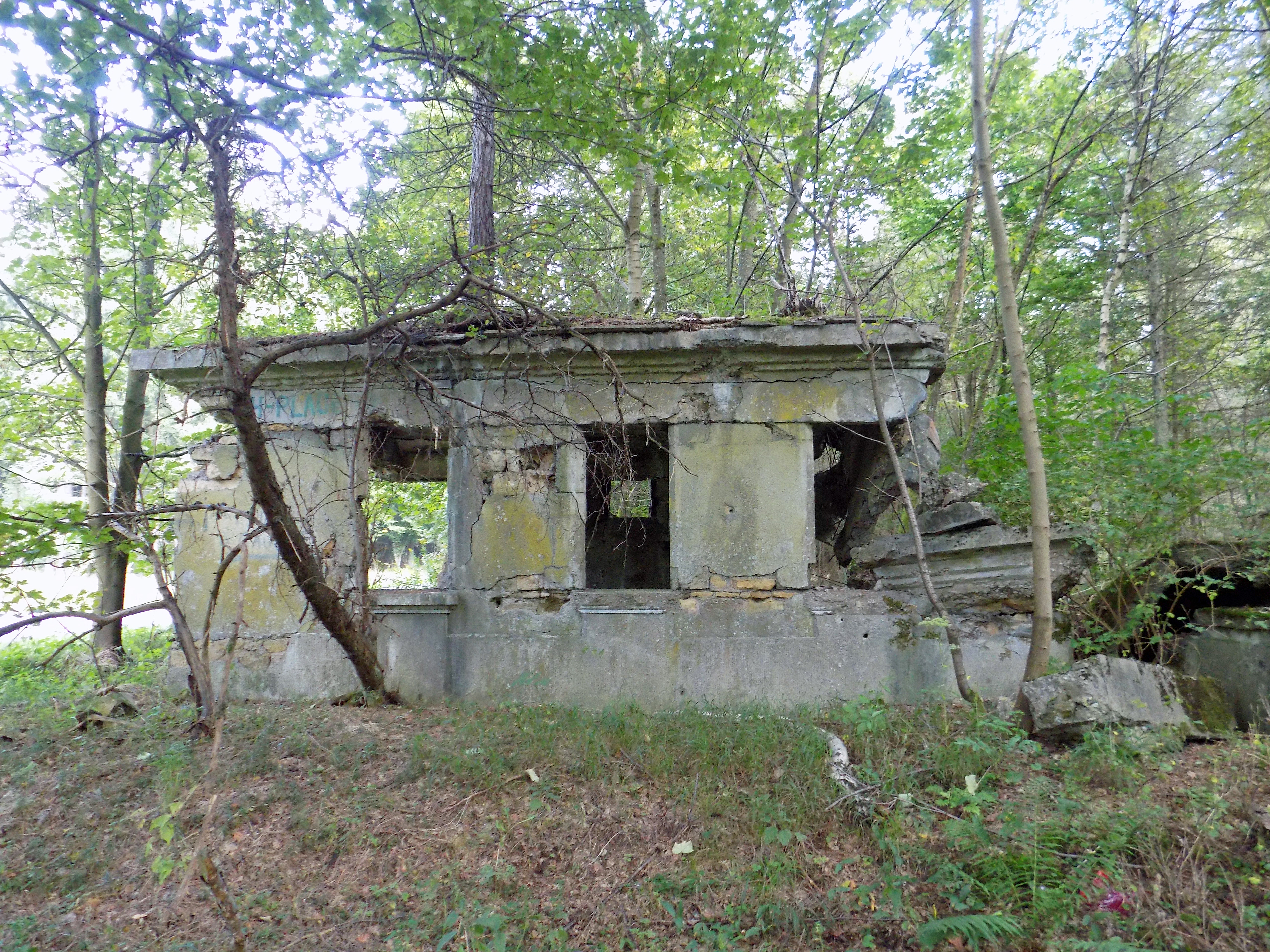
Maison-forte proche de la D27 (entre Saint-Avold et Porcelette).
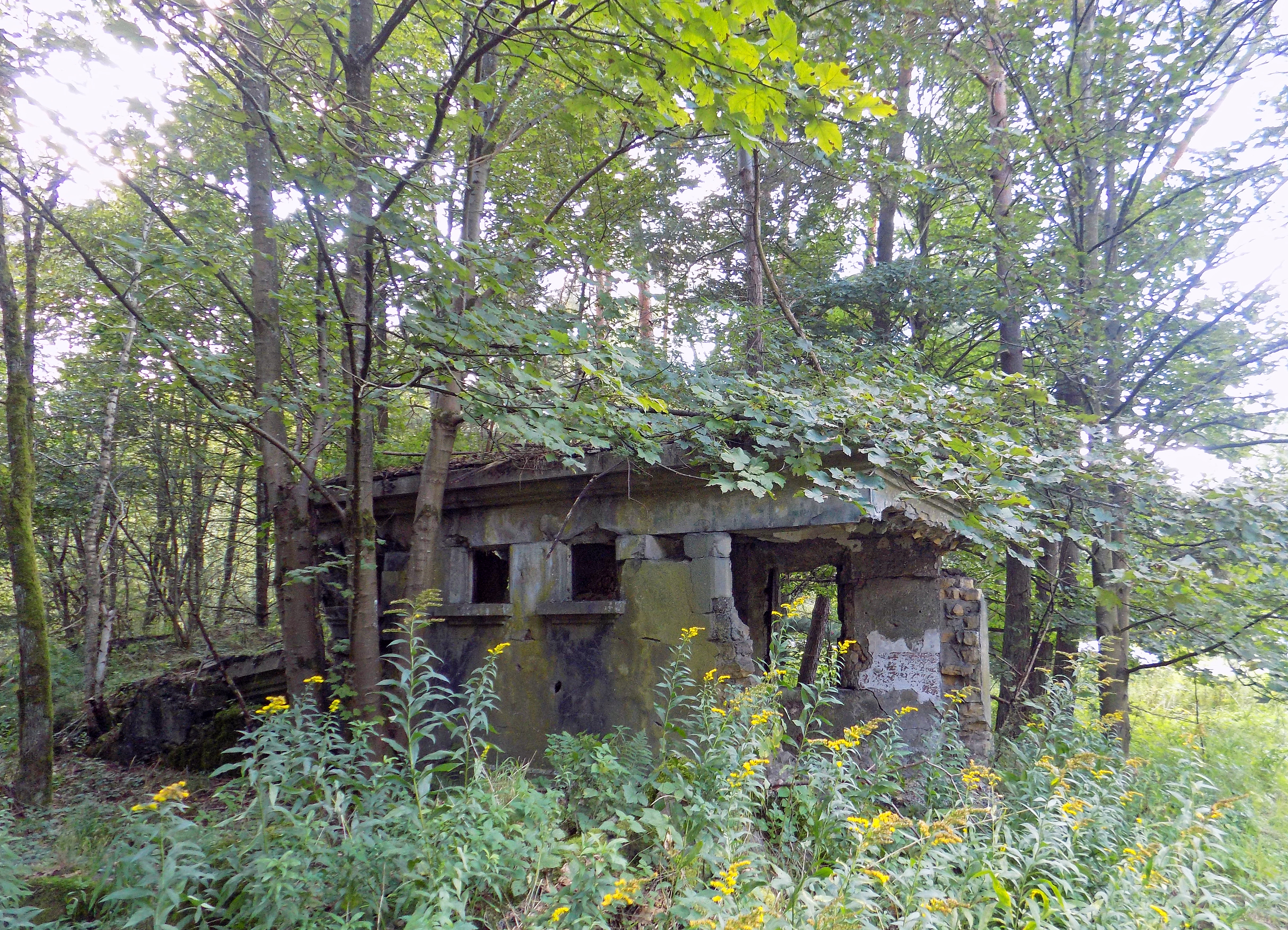
Maison-forte proche de la D27 (entre Saint-Avold et Porcelette).
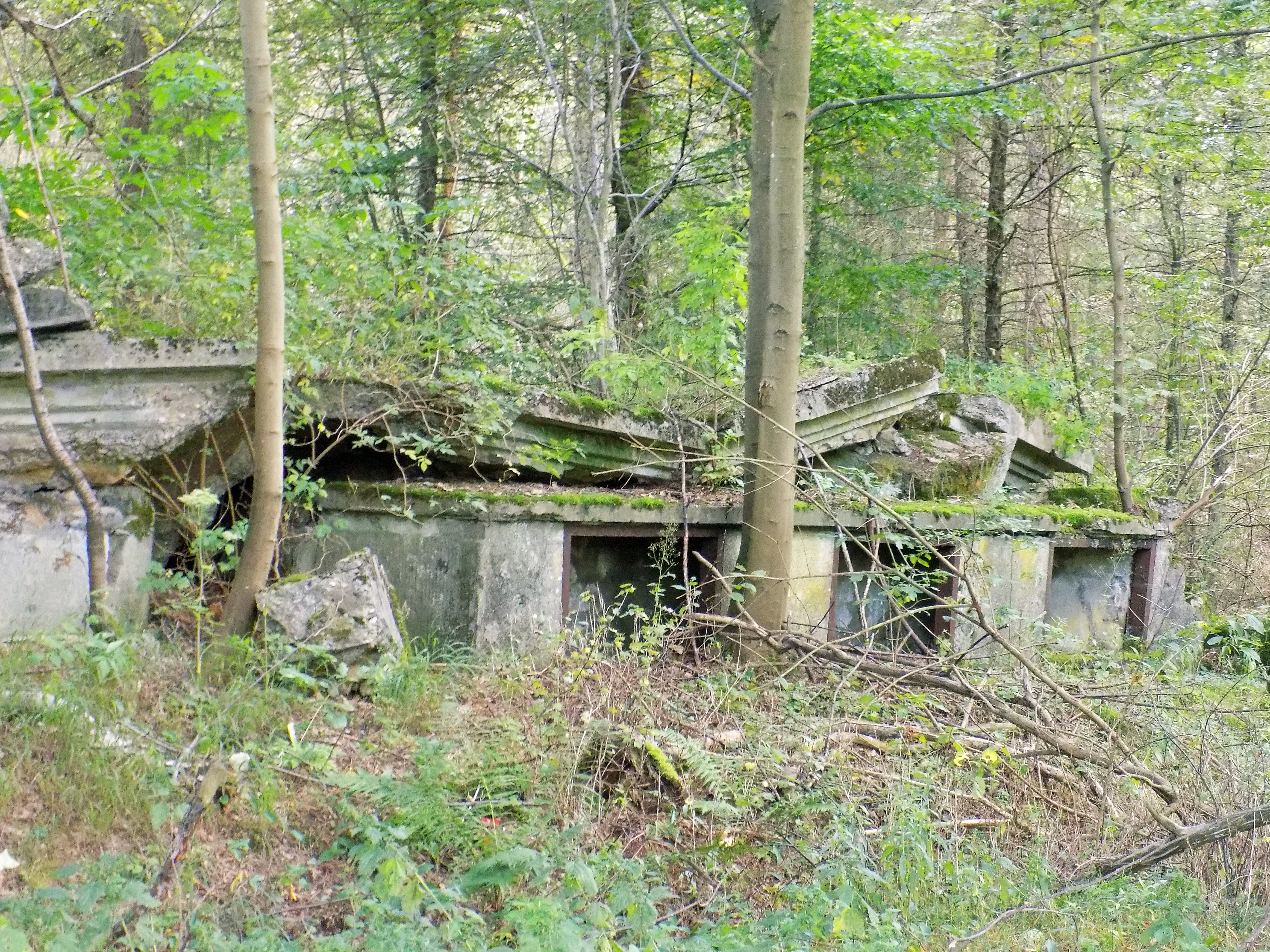
Maison forte proche de la D27 (entre Saint-Avold et Porcelette).

| Sous-secteur de Steinbesch dit aussi de Zimming (PC à Haute-Vigneulles) | Sous-secteur du Bois-des-Chênes dit aussi de Teting (PC à Steinbesch)                                                                  |
| --- | --- |
| A 34 Kerfent A 35 Bambesch ACa3 Bambesch C 70 Bambiderstroff Nord C 71 Bambiderstroff Sud C 72 Einseling Nord A 36 Einseling C 73 Einseling Sud C 74 Quatre-Vents Nord C 75 Quatre-Vents Sud ACa2 Stocken A 37 Laudrefang | C 76 Bois-de-Laudrefang Nord C 77 Bois-de-Laudrefang Sud A 38 Teting ACa1 Teting 33 blockhaus modèles 1935 et 1936 numérotés Ab 1 à 36 |

Le code de chaque organe indique sa nature : « A » pour les ouvrages, « C » pour les casemates d'infanterie, « O » pour les observatoires et « ACa » pour les casemates d'artillerie type RFM. La numérotation se fait d'ouest en est de la région fortifiée de Metz (qui correspond aux secteurs de la Crusnes, de Thionville, de Boulay et de Faulquemont).

### Observatoires
Pour les plus significatifs :
- Observatoire CORF du P.O. du Kerfent (bloc 4 de l'ouvrage du Kerfent)
- Observatoire CORF du P.O. de Laudrefang (bloc 5 de l'ouvrage de Laudrefang)
- Observatoire de la côte 400
- Observatoire du camp de Téting
- Observatoire du Tattenholz